# Alejandro Sokol
Alejandro Sokol (Chivilcoy, 30 de janeiro de 1960 – Río Cuarto, 12 de janeiro de 2009), conhecido também pela alcunha de "Bocha", foi um músico vocalista e compositor de rock argentino, mais conhecido por integrar as bandas Sumo e Las Pelotas.
Em 2008, comentou logo após um acidente automobilístico que era um usuário de drogas. Poucos dias antes de sua morte teria formado uma nova banda, "El Vuelto S.A", a qual gravaria um CD em março de 2009.

## Morte
Em 12 de janeiro de 2009, a poucos dias de fazer 49 anos de idade, Sokol faleceu na cidade de Río Cuarto, Província de Córdoba, vítima de uma parada cardiorrespiratória, que sofreu no terminal de ônibus daquela localidade.

## Discografia
Com Sumo:
- Corpiños en la Madrugada (1983)

Com Las Pelotas:
- Corderos en la noche (1991)
- Máscaras de sal (1994)
- Amor seco (1995)
- La clave del éxito (1997)
- ¿Para qué? (1998)
- Todo por un polvo (1999)
- Esperando el milagro (2003)
- Show (2005)
- Basta (2007)[3]